# 330 Adalberta
330 Adalberta är en asteroid upptäckt 2 februari 1910 av den tyske astronomen Max Wolf i Heidelberg. Namnet syftar förmodligen på upptäckarens svärfar, Adalbert Merx.
Ett objekt som upptäcktes 18 mars 1892 av Max Wolf med den tillfälliga beteckningen 1892 X fick först namnet 330 Adalberta, men objektet återfanns inte. 1982 bevisades det att de observationer som hade påvisat 1892 X egentligen var stjärnor. Namnet 330 Adalberta återanvändes då till ett objekt som upptäcktes 1910 av Max Wolf och hade beteckningen A910 CB.